# Zahra Mohamed Ahmad
Zahra Mohamed Ahmad, née en 1952, est une militante des droits humains et une avocate somalienne. 

## Biographie
Elle est née en 1952 dans une famille de sept enfants (cinq garçons et deux filles). Son père est un policier. 
Après des études et un séjour à l'étranger, Zahra Mohamed Ahmad revient en Somalie en 2000. Luttant pour défendre les droits des plus vulnérables, elle est la fondatrice du Centre de développement des femmes somaliennes (Somali Women Development Center ou SWDC). Cette organisation surveille les violations des droits humains et les cas d'abus qui se produisent dans les régions du centre-sud de la Somalie. Le SWDC soutient également les victimes de ces violations par le une assistance juridique, ainsi que par des actions de communication sur les groupes et communautés les plus fragilisées.
En 2021, Zahra Mohamed Ahmad se voit attribuer le Prix international de la femme de courage,,.